# Madlenerhaus
Das Madlenerhaus ist eine Berghütte der illwerke vkw in der Silvretta auf 1986 m ü. A. Höhe etwas unterhalb der Bielerhöhe in Vorarlberg (Österreich) westlich der Staumauer des Silvretta-Stausees im Großvermunt. In der Nähe steht die Silvrettahütte der Vorarlberger Naturfreunde.

## Geschichte
1878, vier Jahre nach dem Amtsantritt des Bregenzer Alpinisten Andreas Madlener, dem dritten Obmann in der Geschichte der Sektion Vorarlberg des Deutschen und Österreichischen Alpenverein (DuOeAV), wurde der Plan gefasst, zur besseren Erschließung der Silvretta eine Schutzhütte am Vermuntgletscher zu bauen. Die Sektion Vorarlberg begann 1882 mit dem Bau der Vermunthütte. Da Andreas Madlener im Jahr der Fertigstellung am 14. März verstarb, wurde diese am 24. August 1884 unter dem Namen Madlenerhaus eröffnet. Die Sektion geriet unter dem neuen Obmann Heinrich Hueter Jahre später in finanzielle Schwierigkeiten und war im Juni 1906 gezwungen, das Haus für 2000 Mark an die Sektion Wiesbaden des Deutschen und Österreichischen Alpenvereins zu verkaufen, die das Haus bis 2012 betrieb. Mit dem Kauf war die Auflage verbunden, den Namen beizubehalten; ein Rückkauf war nicht mehr möglich. 1908 wurde ein Bettenhaus angebaut. Im selben Jahr kam es am Madlenerhaus zu Schäden durch einen Föhnsturm. In den Jahren 1926 und 1974 wiederholten sich diese Schäden. Ernest Hemingway war im Winter 1925/26 zusammen mit seinem Schrunser Skilehrer Lent mehrfach zu Gast. Das Haus fand in seinem Roman Schnee auf dem Kilimandscharo Erwähnung, als er sich an die Woche im Jahr 1925 erinnert, in der er mit Lent auf der Hütte Poker spielte. 1927 wurde eine Giebelseite bei einem Unwetter zerstört. Bei der Instandsetzung wurde zugleich das Dachgeschoß ausgebaut. Von 1939 an wurde das Madlenerhaus kriegsbedingt zweckentfremdet.
Beim Bau des Silvretta-Stausees wurde durch die Vorarlberger Illwerke zwischen Madlenerhaus und der entstehenden Staumauer eine Bausiedlung errichtet. Diese trägt seitdem die Bezeichnung Silvrettadorf. Ab 1952 konnte die Hütte wieder touristisch genutzt werden. Im Jahr 1980 wurde das Gebäude durch Brand beschädigt. Am 31. Oktober 2001 kam es zu einem Großbrand, bei dem das Madlenerhaus zu zwei Dritteln zerstört wurde. Es konnte erst im Juni 2003 wiedereröffnet werden. Der Wiederaufbau mit Erweiterung (Querbau mit Sanitärräumen und neuer Bettenbau) kostete rund 1,4 Millionen Euro. Die Sektion Wiesbaden verkaufte die Hütte mit Wirkung zum 1. Januar 2013 an die Vorarlberger Illwerke. Grund war unter anderem der zur Errichtung des Obervermuntwerkes II zu erwartende, den Tourismus beeinträchtigende, mehrjährige Baustellenbetrieb im Gebiet um die Bielerhöhe. 2020 wird noch die am Haus entlanglaufende, ehemalige Druckrohrleitung vom Silvrettasee zum Obervermuntwerk I abgebaut.
Nachdem das Haus mehrere Jahre für die Öffentlichkeit gesperrt und Baustellenunterkunft war, öffnete es nach Fertigstellung des Pumpspeicherwerks Obervermunt II ab Juni 2019 wieder seine Pforten.

## Anreise

### Sommer
- Mit Bahn und Bus: Mit der Montafonerbahn fährt man ab Bludenz bis Schruns und anschließend mit dem Postbus der Linie 85, dessen Fahrplan mit dem der Bahn abgestimmt ist, bis zur Haltestelle Madlenerhaus (eine Haltestelle vor der Endstation Bielerhöhe). Es gelten Fahrkarten des Verkehrsverbund Vorarlberg, für den Abschnitt auf der Silvretta-Hochalpenstraße wird eine Maut erhoben. Ab der Haltestelle noch etwa fünf Minuten Fußweg zur Hütte.
- Mit dem PKW: Im Sommer ist die Hütte mit dem Auto über die Silvretta-Hochalpenstraße sowohl über das Montafon als auch vom Paznauntal zu erreichen.

### Winter
Das Madlenerhaus ist von Partenen aus mit der Vermuntbahn und Kleinbussen durch zwei Stollen erreichbar. Von Galtür aus wird auch eine (kostenpflichtige) Mitnahme in Schneetaxis oder Pistenraupen angeboten. Bei geeigneten Verhältnissen ist der Aufstieg mit Ski von Partenen oder Galtür möglich. Eine durch das Großvermunt angelegte Langlaufloipe führt am Haus vorbei.

## Karten & Bilder
- Alpenvereinskarte 26 Silvrettagruppe (1:25.000)

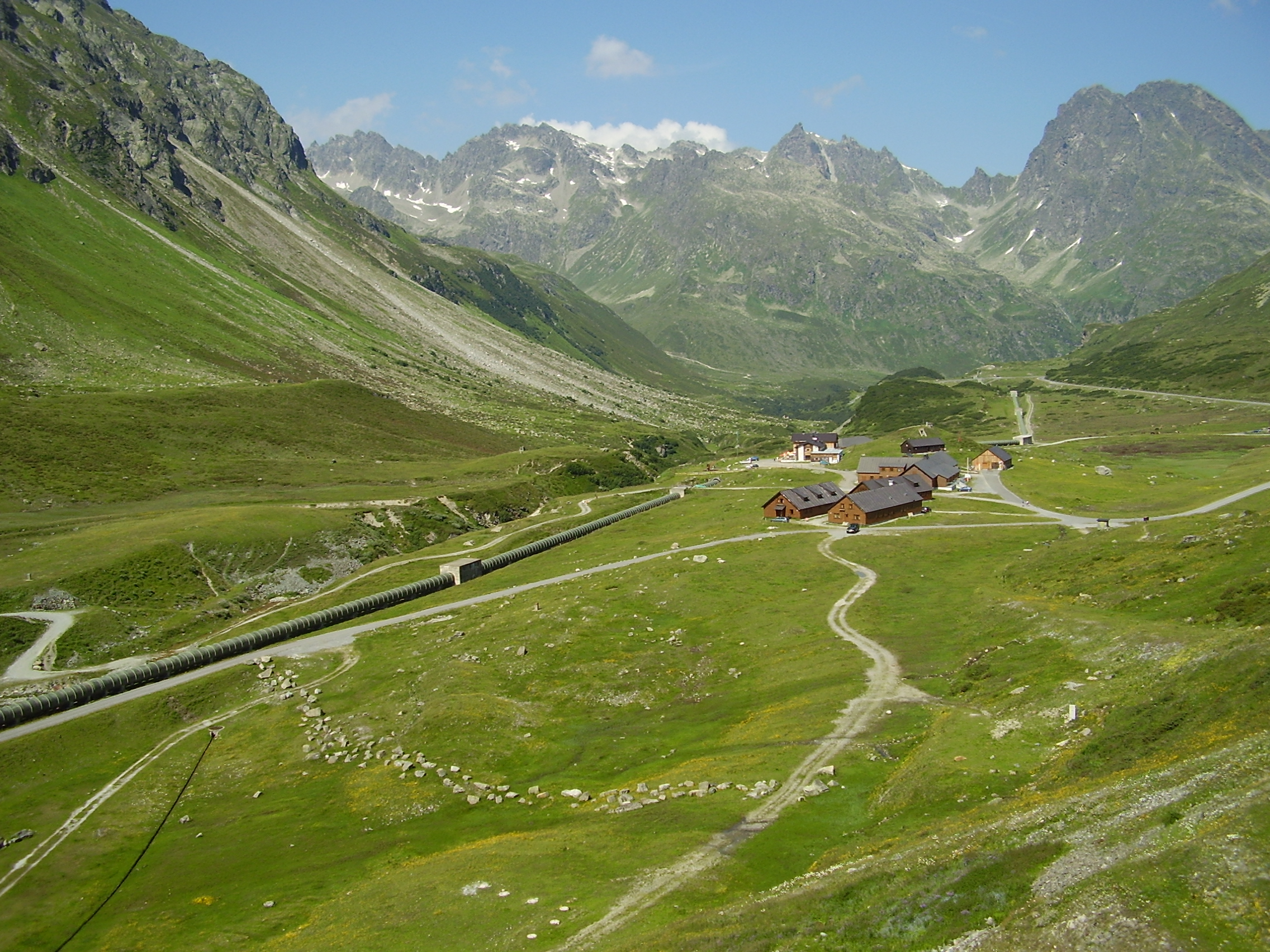
Lage des Madlenerhauses (im Hintergrund) von der Staumauer Richtung Westen
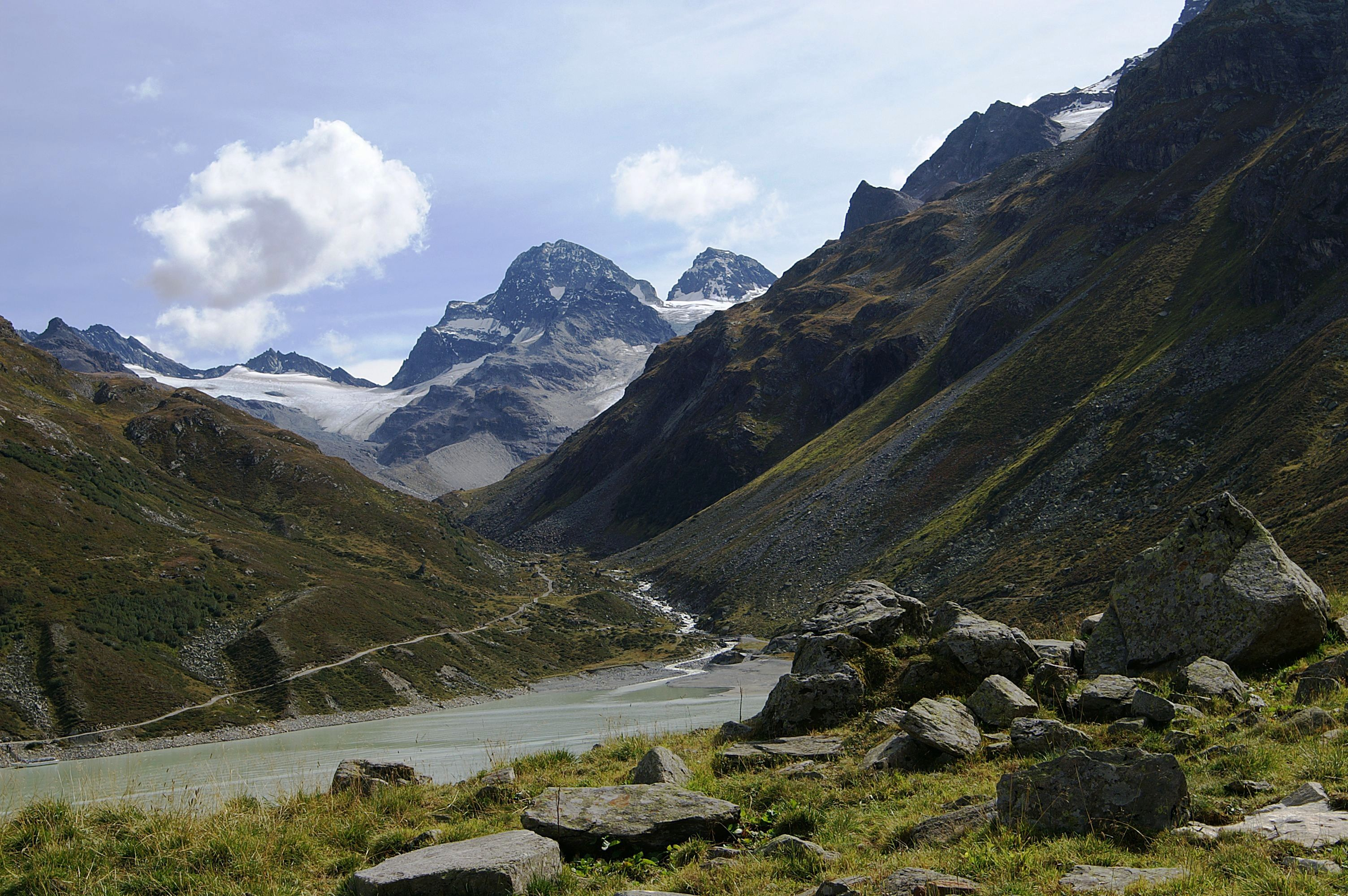
Silvretta-Stausee mit dem Piz Buin